# Tan Hong Djien
Tan Hong Djien (ur. 12 stycznia 1916, zm. ?) – indonezyjski piłkarz, reprezentant kraju. Podczas kariery występował na pozycji napastnika.

## Kariera klubowa
Podczas kariery piłkarskiej Tan Hong Djien występował w klubie Tiong Hoa Surabaja.

## Kariera reprezentacyjna
Tan Hong Djien występował w reprezentacji Indii Holenderskich w latach trzydziestych. W 1938 roku uczestniczył w mistrzostwach świata. Na mundialu we Francji wystąpił w przegranym 0-6 spotkaniu I rundy z Węgrami.